# 橄色雙線䲁
橄色雙線䲁（學名：Enneapterygius elaine），為輻鰭魚綱䲁形目三鰭䲁科雙線䲁屬的一個種，種名是為了紀念格雷厄姆斯敦水生生物多樣性研究所的伊萊恩·希姆斯特拉，她為霍勒曼提供了珊瑚魚的插圖，其中包括一些用於描述該物種的論文中的插圖，分布於西印度洋羅德里格島海域，深度2至12公尺，本魚體型小呈圓柱狀，眼眶上具有觸鬚，頸背無觸鬚，頸背有鱗，腹部裸露，背鰭3個，第一背鰭高度低於第二背鰭，背鰭硬棘12-16枚、背鰭軟條9-11枚、臀鰭硬棘0枚、臀鰭軟條17-19枚，體長可達2.3公分，棲息在珊瑚礁、潟湖，雌魚產附著性卵在藻類築的巢，雄魚會守護卵，幼魚為浮游性，生活習性不明。